# Glaphyra grandinotata
Glaphyra grandinotata är en skalbaggsart som beskrevs av Holzschuh 1992. Glaphyra grandinotata ingår i släktet Glaphyra och familjen långhorningar. Inga underarter finns listade i Catalogue of Life.